# آسنی
آسنی (به فرانسوی: Assenay) یک کمون در فرانسه است که در canton of Bouilly واقع شده‌است. آسنی ۳٫۴۲ کیلومتر مربع مساحت دارد ۱۳۵ متر بالاتر از سطح دریا واقع شده‌است.